# Christopher Mamengi
Christopher Emanuel Mamengi (Amersfoort, 3 april 2001) is een Nederlands-Angolees voetballer die doorgaans als centrale verdediger speelt en uitkomt voor Almere City FC.

## Clubcarrière
Christopher Mamengi speelde in de jeugd van CJVV en Roda '46 voordat hij in 2014 bij de FC Utrecht Academie terechtkwam. Vervolgens tekende Mamengi in april 2017 een driejarig profcontract bij FC Utrecht.
In de eindfase van het seizoen 2017/18 zat Mamengi voor het eerst bij de selectie van Jong FC Utrecht, uitkomend in de Eerste divisie. Dit gebeurde tweemaal, maar tot een debuut kwam het in dat seizoen echter nog niet. In de voorbereiding van het daaropvolgende seizoen 2018/19 mocht Mamengi zich bewijzen bij het eerste elftal van de club. Dit onder toenmalig trainer Jean-Paul de Jong. Op 23 september 2018 zat dat seizoen hij voor het eerst bij de officiële wedstrijdselectie van het eerste elftal, maar ook hierbij kwam het nog niet een debuut in het betaald voetbal.
Een maand later volgde op 22 oktober 2018 zijn daadwerkelijke debuut in het betaalde voetbal. Met Jong FC Utrecht speelde Mamengi als basisspeler 72 minuten mee in de met 1–6 verloren uitwedstrijd tegen FC Twente. Daarna werd hij vervangen door Junior van der Velden. Zijn debuut in het eerste elftal van FC Utrecht vond plaats in een met 2–4 gewonnen bekerwedstrijd tegen FC Dordrecht op 27 oktober 2020. In april 2019 werd zijn contract opengebroken en tekende hij een nieuw vierjarig contract tot 2023. Daarbij werd een optie met nog een extra seizoen opgenomen.
Mede door verschillende blessures bleef een definitieve doorbraak uit. Mamengi raakte in februari 2021 na een training geblesseerd aan zijn enkel. Tijdens onderzoeken bleek dat een operatie noodzakelijk was, met een maandenlang herstel tot gevolg. Deze blessure duurde in totaal tot eind juni 2021. Nog geen twee maanden later liep hij in augustus 2021 een nieuwe maandenlange blessure op. In duel met Almere City FC raakte hij geblesseerd aan zijn knie. Na een operatie volgde wederom een maandenlang revalidatietraject. 
Op 5 augustus 2022 maakte Mamengi zijn rentree bij Jong FC Utrecht tegen Top Oss. Na zestig minuten verving hij Joshua Rawlins. Vervolgens speelde hij de rest van dat seizoen het overgrote deel van de wedstrijden mee met de beloftenploeg. Op 12 februari 2023 zat hij na circa twee jaar afwezigheid weer bij de wedstrijdselectie van het eerste elftal. Eind maart 2023 werd de optie voor een langer verblijf tot aan de zomer van 2024 door de club gelicht.
Waar Mamengi in juli 2023 nog meeging op trainingskamp met het eerst efltal van FC Utrecht, tekende hij op 17 augustus 2023 een driejarig contract (met een optie voor een extra seizoen) bij Almere City FC. Die club wist na afloop van het eerdere seizoen naar de Eredivisie te promoveren.

## Clubstatistieken

### Beloften
| Seizoen                        | Club            | Competitie     | Competitie | Competitie | Overig | Overig | Totaal | Totaal |
| Seizoen                        | Club            | Competitie     | Wed.       | Dlp.       | Wed.   | Dlp.   | Wed.   | Dlp.   |
| ------------------------------ | --------------- | -------------- | ---------- | ---------- | ------ | ------ | ------ | ------ |
| 2017/18                        | Jong FC Utrecht | Eerste divisie | 0          | 0          | 0      | 0      | 0      | 0      |
| 2018/19                        | Jong FC Utrecht | Eerste divisie | 19         | 0          | 0      | 0      | 19     | 0      |
| 2019/20                        | Jong FC Utrecht | Eerste divisie | 22         | 2          | 0      | 0      | 22     | 2      |
| 2020/21                        | Jong FC Utrecht | Eerste divisie | 15         | 0          | 0      | 0      | 15     | 0      |
| 2021/22                        | Jong FC Utrecht | Eerste divisie | 1          | 0          | 0      | 0      | 1      | 0      |
| 2022/23                        | Jong FC Utrecht | Eerste divisie | 27         | 2          | 0      | 0      | 27     | 2      |
| Carrièretotaal                 | Carrièretotaal  | Carrièretotaal | 84         | 4          | 0      | 0      | 84     | 4      |
| Bijgewerkt op 12 november 2023 |                 |                |            |            |        |        |        |        |

### Senioren
| Seizoen                        | Club            | Competitie      | Competitie | Competitie | Beker | Beker | Internationaal | Internationaal | Overig | Overig | Totaal | Totaal |
| Seizoen                        | Club            | Competitie      | Wed.       | Dlp.       | Wed.  | Dlp.  | Wed.           | Dlp.           | Wed.   | Dlp.   | Wed.   | Dlp.   |
| ------------------------------ | --------------- | --------------- | ---------- | ---------- | ----- | ----- | -------------- | -------------- | ------ | ------ | ------ | ------ |
| 2018/19                        | FC Utrecht      | Eredivisie      | 0          | 0          | 0     | 0     | –              | –              | 0      | 0      | 0      | 0      |
| 2020/21                        | FC Utrecht      | Eredivisie      | 0          | 0          | 1     | 0     | –              | –              | 0      | 0      | 1      | 0      |
| 2022/23                        | FC Utrecht      | Eredivisie      | 0          | 0          | 0     | 0     | –              | –              | 0      | 0      | 0      | 0      |
| 2023/24                        | Almere City FC  | Eredivisie      | 9          | 0          | 1     | 0     | –              | –              | 0      | 0      | 10     | 0      |
| Carrière totaal                | Carrière totaal | Carrière totaal | 9          | 0          | 2     | 0     | –              | –              | 0      | 0      | 11     | 0      |
| Bijgewerkt op 12 november 2023 |                 |                 |            |            |       |       |                |                |        |        |        |        |

## Interlandcarrière
Mamengi werd met enige regelmaat geselecteerd voor de Nederlandse jeugdelftallen. Met het Nederland onder 17 won hij in 2018 het EK onder 17.

## Erelijst

### Prijzen en prestaties met nationale elftallen

#### Nederland onder 17
- Winnaar EK onder 17 van 2018

## Privé
Mamengi volgde een opleiding tot junior accountmanager.